# Dragoș Nedelcu
Dragoș Ionuț Nedelcu est un footballeur international roumain né le 16 février 1997 à Constanța. Il évolue au poste de milieu défensif au Farul Constanța.

## Biographie

### Carrière en club
Natif de Constanța, Nedelcu intègre le centre de formation de l'équipe locale du Viitorul. Il y fait ses débuts professionnels le 18 juillet 2014 à l'occasion d'un match de Coupe de la Ligue face au FC Botoșani. Il dispute par la suite quinze matchs de championnat pour sa première saison et inscrit par ailleurs son premier but le 25 septembre 2014 lors d'une rencontre de Coupe de Roumanie face au Săgeata Năvodari.
S'imposant progressivement comme titulaire au sein de l'équipe, il participe activement à la victoire du Viitorul en championnat lors de la saison 2016-2017 en disputant vingt-huit matchs, la plupart en tant que titulaire. Il découvre par ailleurs la coupe d'Europe cette saison-là, prenant part aux deux matchs du club en Ligue Europa face à La Gantoise.
Nedelcu joue ses premiers matchs de Ligue des champions la saison suivante, étant titularisé lors des deux matchs du troisième tour de qualification face à l'APOEL Nicosie, qui voient son équipe être éliminée d'entrée. Quelques jours après cette élimination, il est recruté par le FCSB au début du mois d'août 2017,. Pour sa première saison, il participe notamment à la phase de groupes de la Ligue Europa, jouant six matchs tandis que le FCSB atteint le stade des seizièmes de finale. Prenant part à dix-huit matchs de championnat, il participe à la deuxième place du club, inscrivant notamment un but face au Concordia Chiajna,.

### Carrière internationale
Régulièrement appelé avec les équipes de jeunes, Nedelcu prend notamment part aux éliminatoires des Euros espoirs de 2017 et de 2019 sous le maillot de la sélection espoirs.
Nedelcu fait ses débuts avec la sélection roumaine lors d'un match amical contre la Russie le 15 novembre 2016, entrant à la place de Bogdan Stancu pour les derniers instants de la rencontre. Il connaît sa deuxième sélection un an et demi plus tard, étant titularisé face au Chili le 31 mai 2018.

## Statistiques détaillées

### En club
| Saison                | Club                      | Championnat           | Championnat | Championnat | Coupe(s) nationale(s) | Coupe(s) nationale(s) | Supercoupe | Supercoupe | Compétition(s) continentale(s) | Compétition(s) continentale(s) | Compétition(s) continentale(s) | Total | Total |
| Saison                | Club                      | Division              | M.          | B.          | M.                    | B.                    | M.         | B.         | Comp.                          | M.                             | B.                             | M.    | B.    |
| 2014-2015             | Viitorul Constanța        | Liga I                | 15          | 0           | 3                     | 1                     | -          | -          | -                              | -                              | -                              | 18    | 1     |
| 2015-2016             | Viitorul Constanța        | Liga I                | 22          | 1           | 1                     | 0                     | -          | -          | -                              | -                              | -                              | 23    | 1     |
| 2016-2017             | Viitorul Constanța        | Liga I                | 28          | 1           | -                     | -                     | -          | -          | C3                             | 2                              | 0                              | 30    | 1     |
| 2017-2018             | Viitorul Constanța        | Liga I                | 4           | 0           | 1                     | 0                     | -          | -          | C1                             | 2                              | 0                              | 7     | 0     |
| Sous-total            | Sous-total                | Sous-total            | 69          | 2           | 5                     | 1                     | -          | -          | -                              | 4                              | 0                              | 78    | 3     |
| 2017-2018             | FCSB                      | Liga I                | 18          | 1           | 2                     | 0                     | -          | -          | C3                             | 6                              | 0                              | 26    | 1     |
| 2018-2019             | FCSB                      | Liga I                | 26          | 0           | 1                     | 0                     | -          | -          | C3                             | 2                              | 0                              | 29    | 0     |
| 2019-2020             | FCSB                      | Liga I                | 11          | 1           | 1                     | 0                     | -          | -          | C3                             | 3                              | 0                              | 15    | 1     |
| 2020-2021             | FCSB                      | Liga I                | 7           | 0           | 1                     | 0                     | 1          | 0          | C3                             | -                              | -                              | 9     | 0     |
| Sous-total            | Sous-total                | Sous-total            | 62          | 2           | 5                     | 0                     | 1          | 0          | -                              | 11                             | 0                              | 79    | 2     |
| 2021-2022             | Fortuna Düsseldorf (prêt) | 2. Bundesliga         | 10          | 0           | 1                     | 0                     | -          | -          | -                              | -                              | -                              | 11    | 0     |
| Sous-total            | Sous-total                | Sous-total            | 10          | 0           | 1                     | 0                     | 0          | 0          | -                              | 0                              | 0                              | 11    | 0     |
| 2021-2022             | Farul Constanța           | Liga I                | -           | -           | -                     | -                     | -          | -          | -                              | -                              | -                              | 0     | 0     |
| Sous-total            | Sous-total                | Sous-total            | 0           | 0           | 0                     | 0                     | 0          | 0          | -                              | 0                              | 0                              | 0     | 0     |
| Total sur la carrière | Total sur la carrière     | Total sur la carrière | 141         | 4           | 11                    | 1                     | 1          | 0          | -                              | 15                             | 0                              | 168   | 5     |

## Palmarès
Viitorul Constanța
- Champion de Roumanie en 2017.
- Finaliste de la Supercoupe de Roumanie en 2017.

 FCSB
- Vice-champion de Roumanie en 2018 et 2019.